# 雌雄島村
雌雄島村（しゆうじまむら）は、香川県香川郡にあった村。女木島と男木島の2つの島から構成される。

## 人口
| \| 1920年（大正9年） \| 1,541人 \| \| \| 1925年（大正14年） \| 1,552人 \| \| \| 1930年（昭和5年） \| 1,629人 \| \| \| 1935年（昭和10年） \| 1,599人 \| \| \| 1940年（昭和15年） \| 1,508人 \| \| \| 1947年（昭和22年） \| 2,145人 \| \| \| 1950年（昭和25年） \| 2,139人 \| \| \| 1955年（昭和30年） \| 2,026人 \| \| |         |  |
| 総務省統計局 / 国勢調査（1955年） |         |  |
| 1920年（大正9年） | 1,541人 |  |
| 1925年（大正14年） | 1,552人 |  |
| 1930年（昭和5年） | 1,629人 |  |
| 1935年（昭和10年） | 1,599人 |  |
| 1940年（昭和15年） | 1,508人 |  |
| 1947年（昭和22年） | 2,145人 |  |
| 1950年（昭和25年） | 2,139人 |  |
| 1955年（昭和30年） | 2,026人 |  |

## 歴史
- 1890年（明治23年）2月15日 - 町村制施行に伴い、香川郡女木島、男木島の区域をもって成立。
- 1956年（昭和31年）9月30日 - 高松市に編入。同日雌雄島村廃止。